# کوودکووو
کوودکووو (به لهستانی:  Kłodkowo) یک روستا در لهستان است که در گمینا تژبیاتوو واقع شده‌است.
 کوودکووو  ۲۶۰ نفر جمعیت دارد.